# Čelada
Čelada je oblika osebne varovalne opreme, ki ščiti glavo pred poškodbami.
Včasih se čelada uporablja tudi v svečane ali simbolne namene. Najstarejša znana uporaba čelade sega v leto 900 pr. n. št.. Nosili so jo asirski vojaki. Izdelana je bila iz tankega usnja ali iz brona. Njena vloga je bila varovanje glave pred topimi predmeti, udarci z mečem in zadetki puščic v bojih. Vojaki še vedno nosijo čelade, ki so pogosto narejene iz lahkih plastičnih materialov.
V civilnem življenju se čelade uporabljajo za rekreacijo in druge športne aktivnosti (npr. hokej, jahanje, ameriški nogomet, drsanje, kriket, bejzbol, plezanje, alpinizem); za nevarna delovna opravila (npr. pri gradnji, miniranju, pri policijskem posredovanju pri javnih izgredih); in pri transportu (motoristične čelade in kolesarske čelade). Večina čelad, izdelanih po 1990 letih, so narejene iz umetnih smol, drugih plastičnih materialov in so lahko ojačene s karbonskimi in drugimi vlakni.
Beseda čelada izhaja iz besede čelo (del glave). Srednjeveška čelada je pogosto pokrivala celotno glavo, med drugim tudi vrat in grlo. Prvotno je čelada glavo pokrivala le deloma.

### Oblika
Osnovni namen čelad je ta, da poskušajo varovati uporabnikovo glavo tako, da absorbirajo mehansko energijo in jo varujejo pred vstopom zunanjih snovi (predrtjem). Njena oblika in velikost se močno spremeni pri velikih udarcih, z namenom absorbirati čim več energije. Poleg zmožnost absorpcije energije, sta pomembni karakteristiki še prostornina (velikost) in teža čelade, saj večja velikost in teža čelade močno povečata tveganje pri poškodbah glave in vratu. Anatomske čelade so izumili nevrokirurgi. Prilagojene so zunanji obliki glave. Izumljene so bile na koncu 20. stoletja.
Za različne namene se uporabljajo različne oblike čelade. Na primer, ko kolesar udari z glavo ob cesto, ga mora kolesarska čelada varovati pred topim udarcem. Alpinistična čelada mora varovati alpiniste pred velikimi težkimi udarci, kakor tudi pred majhnimi kamni ali pred padajočo alpinistično opremo. Tudi drugi dejavniki vplivajo na obliko čelade. Kolesarska čelada mora biti lahka, aerodinamična, dobro prezračevana, na drugi strani pa mora biti alpinistična čelada prav tako lahka in hkrati majhna, da nas ne moti pri plezanju.
Nekatere čelade imajo dodane raznorazne dodatke kot so  vizir, očala, zaščitna kletka za obraz, ščitniki za ušesa in druge komunikacijske pripomočke. Športne čelade imajo lahko dodane kovinske ščitnike obraze.
- Čelada za bejzbol ima razširljivo zaščito čez ušesa, katera varuje čeljust pred poškodbami.
- Motoristična čelada ima vizir, ki varuje motorista pred vetrom, dežjem, soncem, peskom, žuželkami in drugimi zunanjimi dejavniki.
- Zaščitna industrijska čelada se nosi predvsem zato, da ščiti delavca pred padajočim orodjem.
- Policijska čelada, ki se jo nosi pri javnih izgredih ima premični vizir in ščitnike za brado, podaljšek čelade pa varuje vrat.
- Gasilske čelade varujejo obraz in zadnji del obraza pred vdorom ognja, elektrike in drugih delcev. Čeladi so lahko dodane komunikacijske naprave in druge naprave.
- Čelade za varjenje varujejo oči, obraz in vrat pred opeklinami, ultra-vijoličnimi žarki, iskrami in vročino. V sredini ima okno, ki je močno zasenčeno, da lahko varilec gleda var. Ta zasenčitev je precej močnejša od standardnih sončnih očal ali od očal za varjenje s plinom.
- Nekateri ljudje morajo zaradi zdravstvenih razlogov nositi posebno čelado, ki varuje možgane.
- Čelade, ki se uporabljajo pri različnih borilnih veščinah vsebujejo blazinice za ušesa, da zaščitijo športnika pred silovitimi udarci v ušesa.
- Nekatere čelade za vodne športe, kot so podvodni hokej ali vaterpolo, imajo ušesne kleke, ki ščitijo ušesa pred udarci ter bobnič pred prekomernim pritiskom vode.

### Materiali
Zgodovinsko gledano so čelade izdelovali iz zelo različnih materialov kot so različne kovine, plastika, usnje, vlakna in drugi materiali, kot je npr. kevlar. Antične in srednjeveške čelade so bile pogosto izdelane iz kovin, najpogosteje iz brona, železa oziroma jekla, čeprav so bile nekatere čelade v antičnih Mikenah izdelane iz oklov merjasca. V 18. in 19. stoletju so nekateri britanski gozdarji nosili čelade izdelane iz slame. Zvezane so bile z robidovjem. V sredini 19. stoletja so Evropejci, ki so odšli v tropske kraje, pogosto nosili čelade izdelane iz osrednjega dela debla ali lubja.
Vojaške enote, kot sta predvsem letalska in tankovska, so v 19.-20. stoletju nosili čelade zašite iz usnja. To so prevzeli vozniki prvih motoriziranih vozil in motoristi ter prvi igralci ameriškega nogometa. V drugi svetovni vojni so ameriške, sovjetske, nemške, italijanske in francoske letalske posadke nosile usnjene čelade. V obdobju prve in druge svetovne vojne so se ponovno vrnile kovinske vojaške čelade, znane kot Brodie čelada in Stahlhelm (nemška kovinska čelada).
Zdajšnje čelade se uporabljajo za več različnih namenov, kot so čelade prilagojene za šport in različna delovna okolja, ki pa zelo pogosto vključujejo plastična ali druga sintetična vlakna ter druge kompozitne materiale za čim manjšo težo in čim večjo absorpcijo udarcev.